# Chiesa della Santissima Trinità (Torino)
La chiesa della Santissima Trinità è una chiesa cattolica barocca nel Centro storico di Torino, in via Garibaldi angolo via XX Settembre. 

## Storia
La Confraternita della Santissima Trinità ebbe origine nel 1557 per promuovere l'assistenza ai pellegrini. Ebbe originalmente sede nella chiesa di San Pietro de Corte Ducis, situata tra la cattedrale ed il palazzo di città. Per trovare nuovo spazio, nel 1583 venne abbattuta la vecchia chiesa di Sant'Agnese, risalente al XII secolo, e sita in via Dora Grossa (l'odierna via Garibaldi). La costruzione della nuova chiesa venne affidata al confratello e architetto ducale Ascanio Vitozzi da Orvieto, che vi è sepolto. L'architetto progettò una fabbrica che richiama costantemente il motivo della Trinità, proponendo un progetto a pianta centrale che prevede un triangolo equilatero inscritto in una circonferenza con tre ingressi, tre cantorie e tre altari. La chiesa fu consacrata nel 1606, benché la cupola sia stata finita solo nel 1661. Il diametro dell'invaso è di 17 metri, mentre la cupola è alta 47 metri. La chiesa fu sede dei Teatini dal 1627 al 1631.
 Nel '700 il lato occidentale venne saldato nella nuova configurazione di Via Garibaldi, mentre il lato orientale venne completato nel 1830 da Marchini.
I bombardamenti del 13 luglio del 1943 causarono gravi danni alla parte absidale (oggi priva di decorazioni) ed all'altare settecentesco, opera di maestri luganesi, che oggi si presenta spoglio e privo delle statue lignee di Ignazio Perucca. Fu danneggiato anche gravemente il coro ligneo, che fu poi ricostruito nel Dopoguerra.

## Descrizione

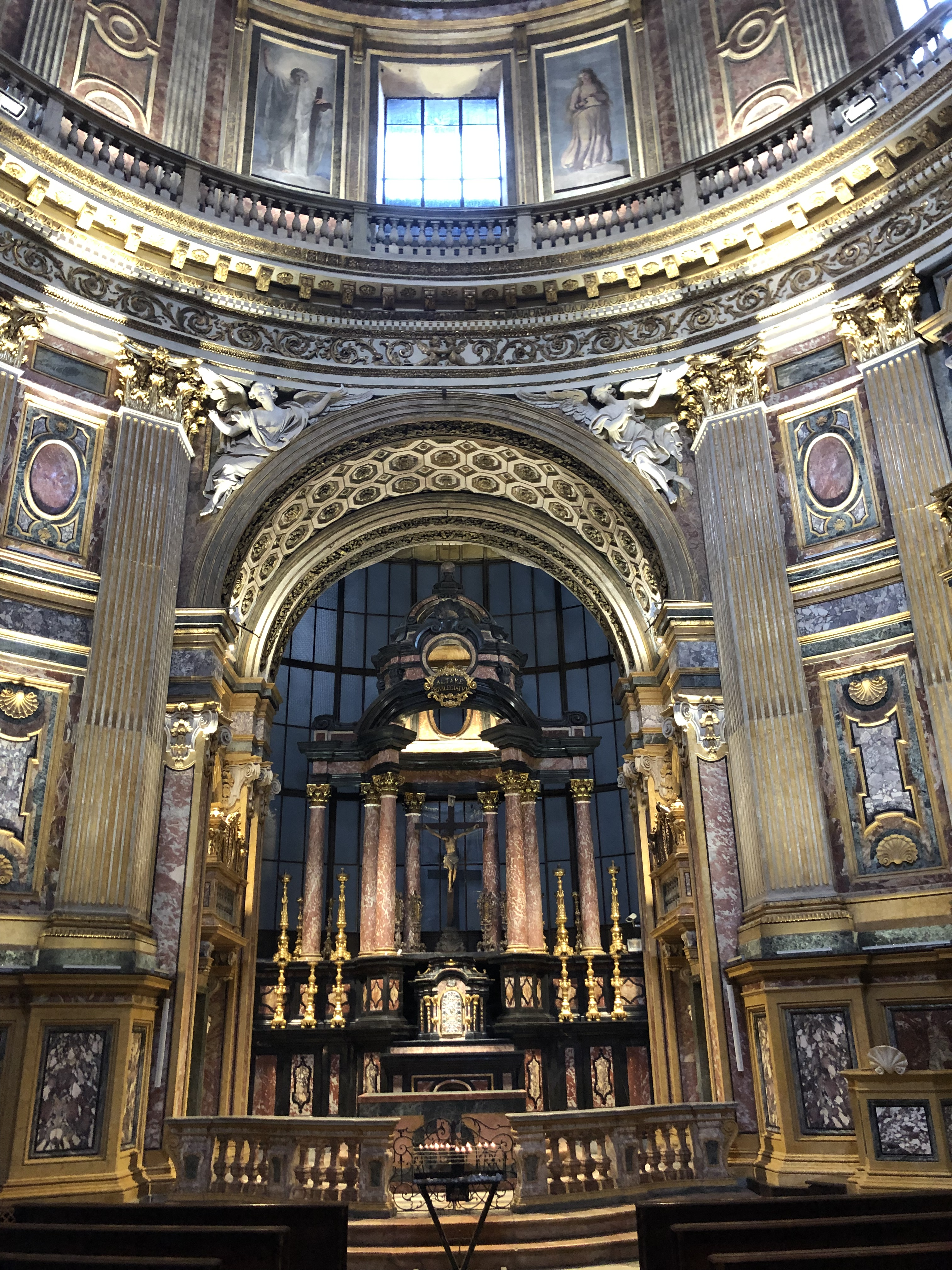
L'altare maggiore

L'altare maggiore fu progettato da Michelangelo Garove e realizzato tra il 1699 e il 1703 da Francesco Aprile e presenta un grande tabernacolo, la cui anta raffigura Cristo Risorto. Sopra l'altare vi è un crocifisso settecentesco, coronato da un ciborio marmoreo e incorniciato da colonne in marmo rosa.
L'altare sinistro risale al 1635 e fu progettato da Carlo di Castellamonte e donato dal presidente della Confraternita Silvestro de Montoliveto. Sopra l'altare, racchiusa da angeli dorati, vi è un'icona di Santa Maria del Popolo, dipinta nel Cinquecento da Giovanni Caracca, confratello e devoto dell'immagine.
L'altare destro fu realizzato tra il 1717 ed il 1734 da Filippo Juvarra. Sull'altare vi è la pala del 1780 Madonna e i santi Agnese, Stefano e Filippo Neri di Ignazio Nepote. Questa pala richiama le dedicazioni delle precedenti chiese e la fondazione della confraternita della Trinità romana da Parte di San Filippo Neri. A partire dal 1718, Juvarra elaborò una ridecorazione complessiva, che venne poi completata dal suo allievo Giovanni Pietro Baroni di Tavigliano. La sagrestia, realizzata su disegno del conte Agliaudi di Tavigliano, allievo del Juvarra nel 1739, rappresenta un piccolo gioiello poco conosciuto e vi si conserva all'interno il pregevole affresco del Beaumont che rappresenta il sacrificio di Melchisedec.
La facciata neoclassica è opera del 1830 di Angelo Marchini con bassorilievo di Domenico Banti, e il timpano raffigura l'inconorazione di Maria. La cupola, mai finita esternamente, fu restaurata nel 1846 da Giuseppe Leoni e presenta affreschi di Luigi Vacca e di Francesco Gonin. L'affresco Gloria della Santissima Trinità in Paradiso rappresenta i cori angelici che cantano lodi alla gloria divina. In centro si presenta la Trinità, raffigurata da Dio Padre, Gesù e la Colomba dello Spirito Santo. Gli angeli cantori e musicanti rappresentano l'armonia delle sfere celesti, considerate nel loro aspetto geometrico e musicale. Le tre gerarchie di serafini, cherubini e troni fungono da intermediari tra la Trinità al centro e i santi e beati dipinti all'esterno.

## Galleria d'immagini

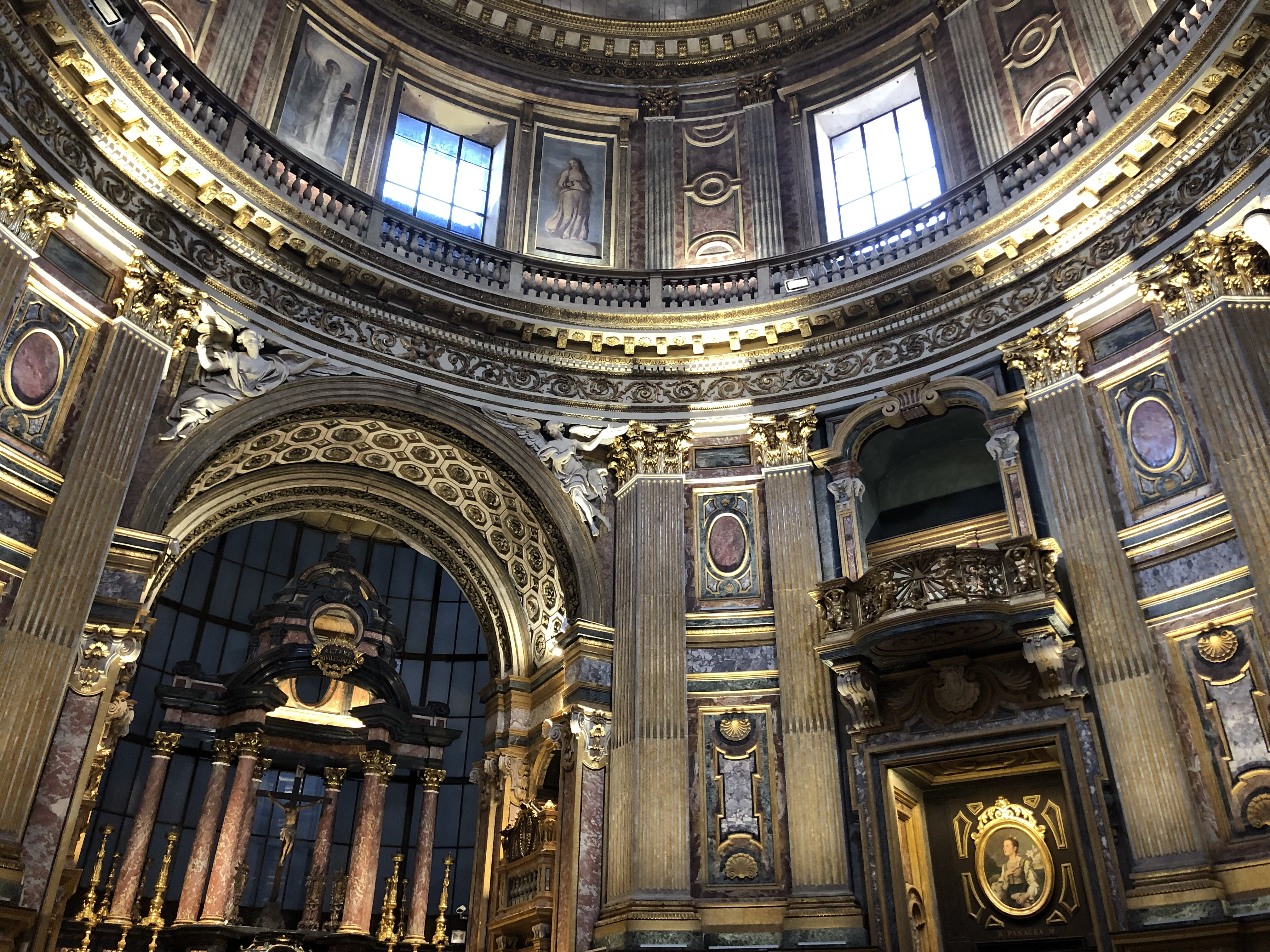
Interno
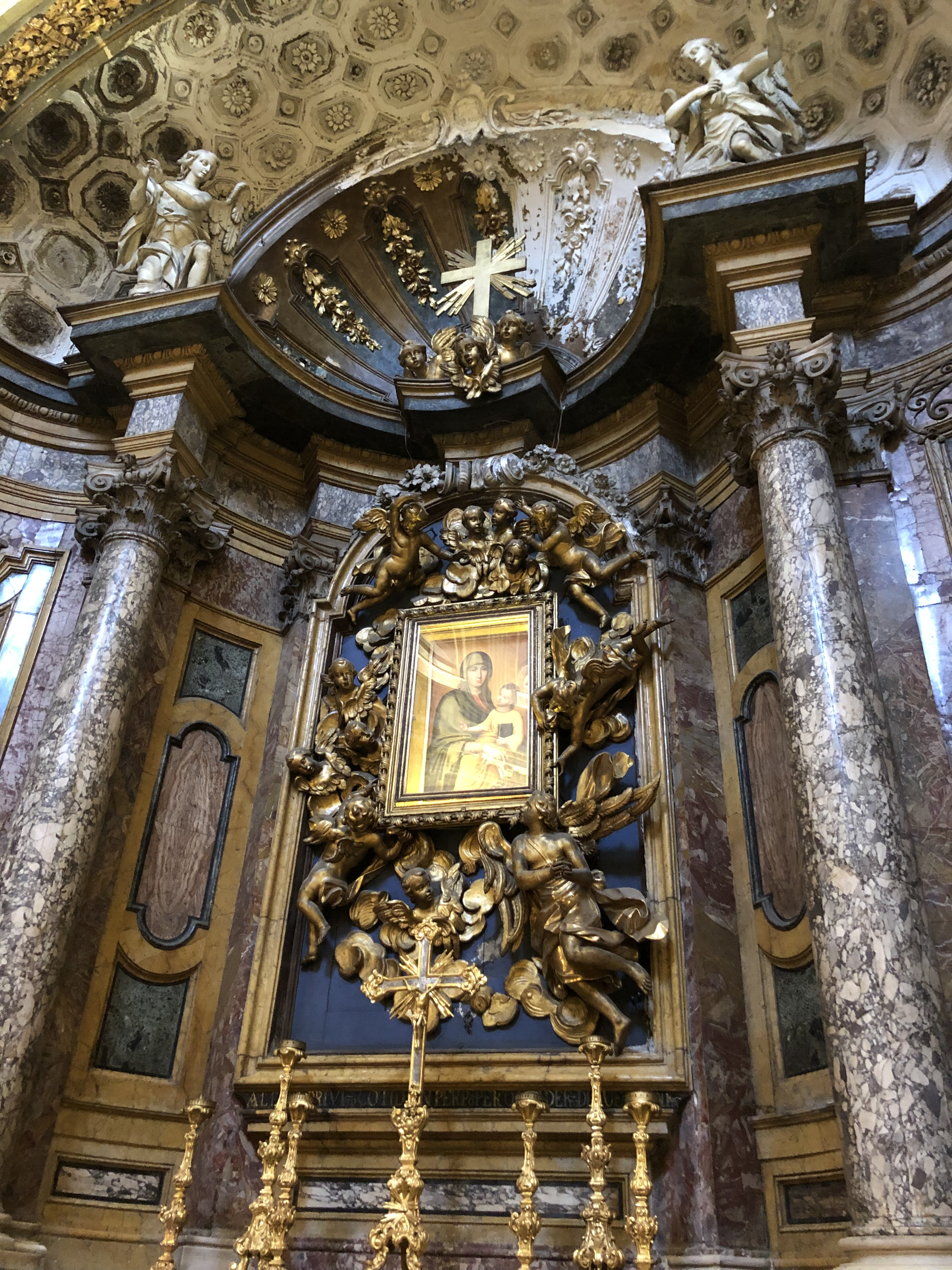
Madonna del Popolo
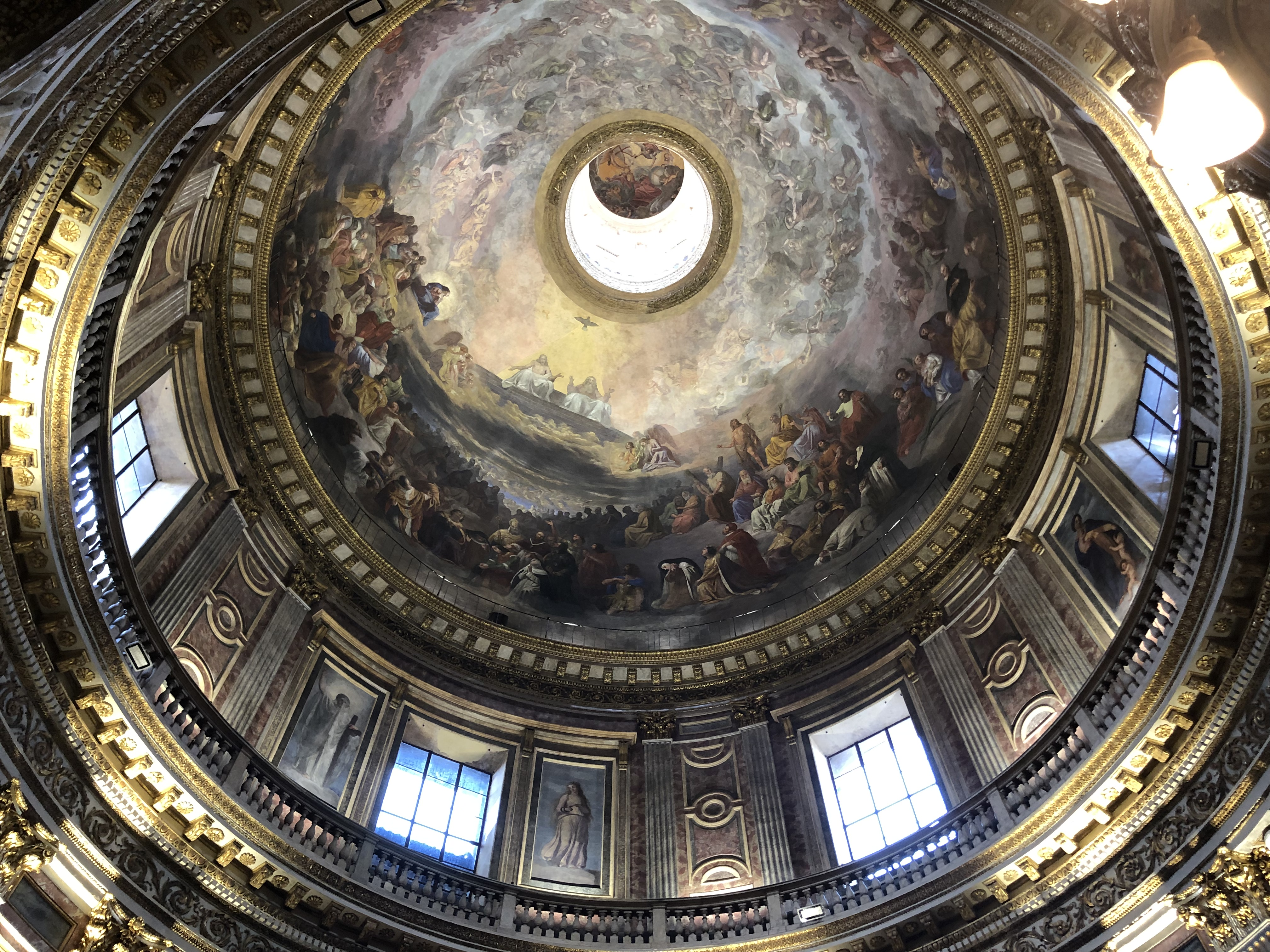
La cupola